# خليج الجنة
خليج الجنة (بالإنجليزية Paradise Bay) هو ميناء في غرب أنتاركتيكا. الميناء هو واحد من اثنين فقط المستعملين لوقوف السفن السياحية والآخر هو ميناء نيكو.
محطة الابحاث الأميرال براون الأرجنتينية تقع على مقربة من الميناء وكذلك حال محطة غونزالز فيديلا الشيلية.